# Tony Hawk’s (sorozat)
A Tony Hawk’s-sorozat az Neversoft videójáték-fejlesztő cég által készített és a Activision által kiadott gördeszkás videójátékok gyűjteménye.

## Játékok

### Fő epizódok
- 1999: Pro Skater – PSX, N64, Dreamcast, N-Gage, GBC
- 2000: Pro Skater 2 – PSX, N64, Dreamcast, PC, Mac, GBC, GBA, XBOX('01)
- 2001: Pro Skater 3 – GC, GBC, PSX, PS2 '02: N64, XBOX, PC, Mac, GBA
- 2002: Pro Skater 4 – PSX, PS2, GC, GBA, PC, Mac, XBOX, Tapwave Zodiac
- 2003: Underground – PS2, GC, XBOX, GBA, PC
- 2004: Underground 2 – PS2, GC, GBA, PC, XBOX (Komp. az X360 -nal)
- 2005: American Wasteland – PS2, XBOX, GC, X360, PC
- 2006: Project 8 – PS3, X360, PS2, XBOX, PSP
- 2007: Proving Ground – X360, PS2, PS3, Wii, DS
- 2009: Adrenaline – PS3, X360
- 2012: Pro Skater HD – PC, PS3, X360
- 2015: Pro Skater 5 – PC, PS3, PS4, X360, XONE
- 2020: Pro Skater 1+2 – PC, PS4, XONE
- 2021: Pro Skater 3+4 – PC, PS5, XBOXSX

### Egyéb játékok
- 1999: Skateboarding – XBOX
- 2005: American Sk8land – DS, GBA
- 2006: Downhill Jam – PS2, Wii, DS, GBA
- 2008: Motion – DS
- 2009: Ride – PS3, X360, Wii
- 2010: Shred – PS3, X360, Wii
- 2014: Shred Session – iOS, Android
- 2018: Skate Jam – iOS, Android

## Elnevezés
A videójáték-sorozatot Tony Hawk profi gördeszkásról nevezték el. Tony Hawk és más ismert gördeszkások alakjait irányíthatja a játékos a játékban.

## Külső hivatkozások
- Activision – fejlesztő
- Neversoft – a kiadó honlapja
- Tony Hawk's American Wasteland
- Tony Hawk's American Sk8land
- Tony Hawk's Project 8 Archiválva 2021. november 3-i dátummal a Wayback Machine-ben
- Tony Hawk's Downhill Jam
- Planet Tony Hawk – Tony Hawk's hírek és letöltések a GameSpy adatbázisában